# Walsroder Straße (Langenhagen)

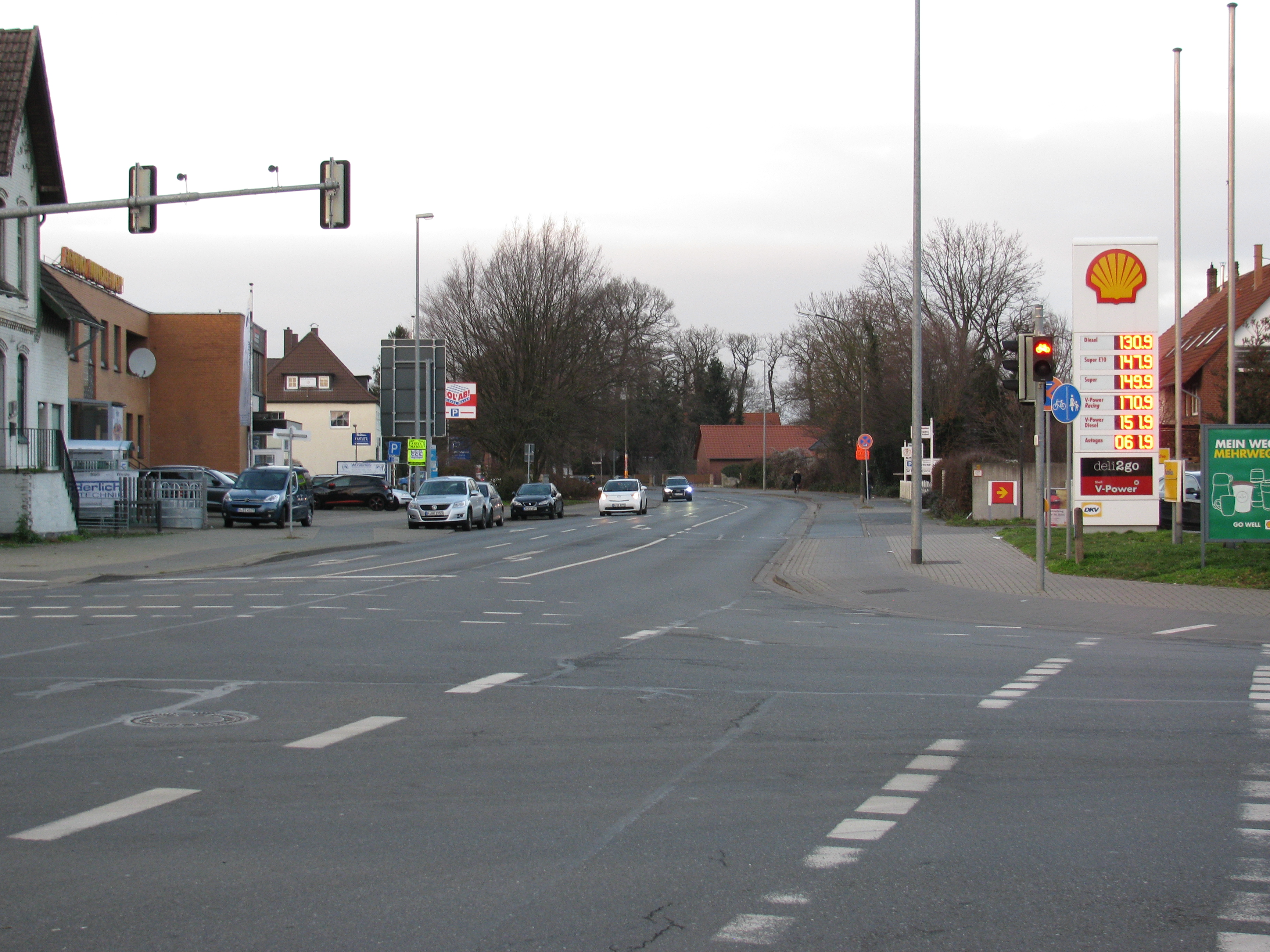
Walsroder Straße, Höhe Reuterdamm

Die Walsroder Straße ist eine Hauptverkehrsstraße in Langenhagen. Sie verläuft vom Berliner Platz im Süden Langenhagens nach Kaltenweide im Norden.

## Geschichte
Die Straße entstand 1845 im Königreich Hannover als Verbindung zwischen Hannover und Stade unter dem Namen Stader Straße (später Stader Chaussee). Später wurde die Stader Chaussee in Langenhagen nach der Stadt Walsrode benannt, während der hannoversche Teil zur Vahrenwalder Straße wurde.

## Verlauf
Die Straße beginnt vom Berliner Platz im Süden Langenhagens, an der Stadtgrenze zu Hannover. Von dort aus zieht sich die Walsroder Straße durch ganz Langenhagen. Im südlichen Teil fährt auch die Stadtbahnlinie 1. Die Straße endet in Kaltenweide an der Wagenzeller Straße (L 190).